# Polen runt
Polen runt är ett etapplopp inom cykelsporten som ingår i UCI World Tour. Officiellt bär tävlingen det franska namnet Tour de Pologne, medan loppet på engelska kallas Tour of Poland och på polska Wyścig Dookoła Polski. Tävlingen består av mellan sju och åtta etapper. 
Tävlingen startade 1928 och organiserades sporadiskt fram till 1952. Sedan dess har tävlingen hållits varje år. Till och med början av 1990 var tävlingen till för amatörcyklister och de flesta segrarna kom från Polen. Sedan säsongen 2005 ingår Polen runt i UCI ProTour.
Dariusz Baranowski, Andrzej Mierzejewski och Marian Więckowski har rekordet i antal Polen runt-segrar. Samtliga tre cyklisterna har vunnit tävlingen tre gånger.

## Lista över segrare
- 1928  Feliks Wiecek
- 1929  Józef Stefański
- 1930–1932 inte anordnad
- 1933  Jerzy Lipiński
- 1934–1936 inte anordnad
- 1937  Bolesław Napierala
- 1938 inte organiserad
- 1939  Bolesław Napierala
- 1940–1946 inte anordnad
- 1947  Stanisław Grzelak
- 1948  Wacław Wójcik
- 1949  Francesco Locatelli
- 1950–1951 inte anordnad
- 1952  Wacław Wójcik
- 1953  Mieczysław Wilczewski
- 1954  Marian Więckowski
- 1955  Marian Więckowski
- 1956  Marian Więckowski
- 1957  Henryk Kowalski
- 1958  Bogusław Fornalczyk
- 1959  Wiesław Podobas
- 1960  Roger Diercken
- 1961  Henryk Kowalski
- 1962  Jan Kudra
- 1963  Stanisław Gazda
- 1964  Rajmund Zieliński
- 1965  Józef Beker
- 1966  Józef Gawliczek
- 1967  Andrzej Blawdzin
- 1968  Jan Kudra
- 1969  Wojciech Matusiak
- 1970  Jan Stachura
- 1971  Stanisław Szozda
- 1972  José Luis Viejo
- 1973  Lucjan Lis
- 1974  André Delcroix
- 1975  Tadeusz Mytnik
- 1976  Janusz Kowalski
- 1977  Lechosław Michalak
- 1978  Jan Brzezny
- 1979  Henryk Charucki
- 1980  Czesław Lang
- 1981  Jan Brzezny
- 1982  Andrzej Mierzejewski
- 1983  Tadeusz Krawczyk
- 1984  Andrzej Mierzejewski
- 1985  Marek Leśniewski
- 1986  Marek Kulas
- 1987  Zbigniew Piątek
- 1988  Andrzej Mierzejewski
- 1989  Marek Wrona
- 1990  Mieczysław Karłowicz
- 1991  Dariusz Baranowski
- 1992  Dariusz Baranowski
- 1993  Dariusz Baranowski
- 1994  Maurizio Fondriest
- 1995  Zbigniew Spruch
- 1996  Vjatjeslav Djavanian
- 1997  Rolf Järmann
- 1998  Sergej Ivanov
- 1999  Tomasz Brożyna
- 2000  Piotr Przydział
- 2001  Ondřej Sosenka
- 2002  Laurent Brochard
- 2003  Cezary Zamana
- 2004  Ondřej Sosenka
- 2005  Kim Kirchen
- 2006  Stefan Schumacher
- 2007  Johan Van Summeren
- 2008  Jens Voigt
- 2009  Alessandro Ballan
- 2010  Dan Martin
- 2011  Peter Sagan
- 2012  Moreno Moser
- 2013  Pieter Weening
- 2014  Rafał Majka
- 2015  Ion Izagirre
- 2016  Tim Wellens
- 2017  Dylan Teuns
- 2018  Michał Kwiatkowski
- 2019  Pavel Sivakov
- 2020  Remco Evenepoel
- 2021  João Almeida
- 2022  Ethan Hayter
- 2023  Matej Mohorič
- 2024  Jonas Vingegaard